# 滙景廣場

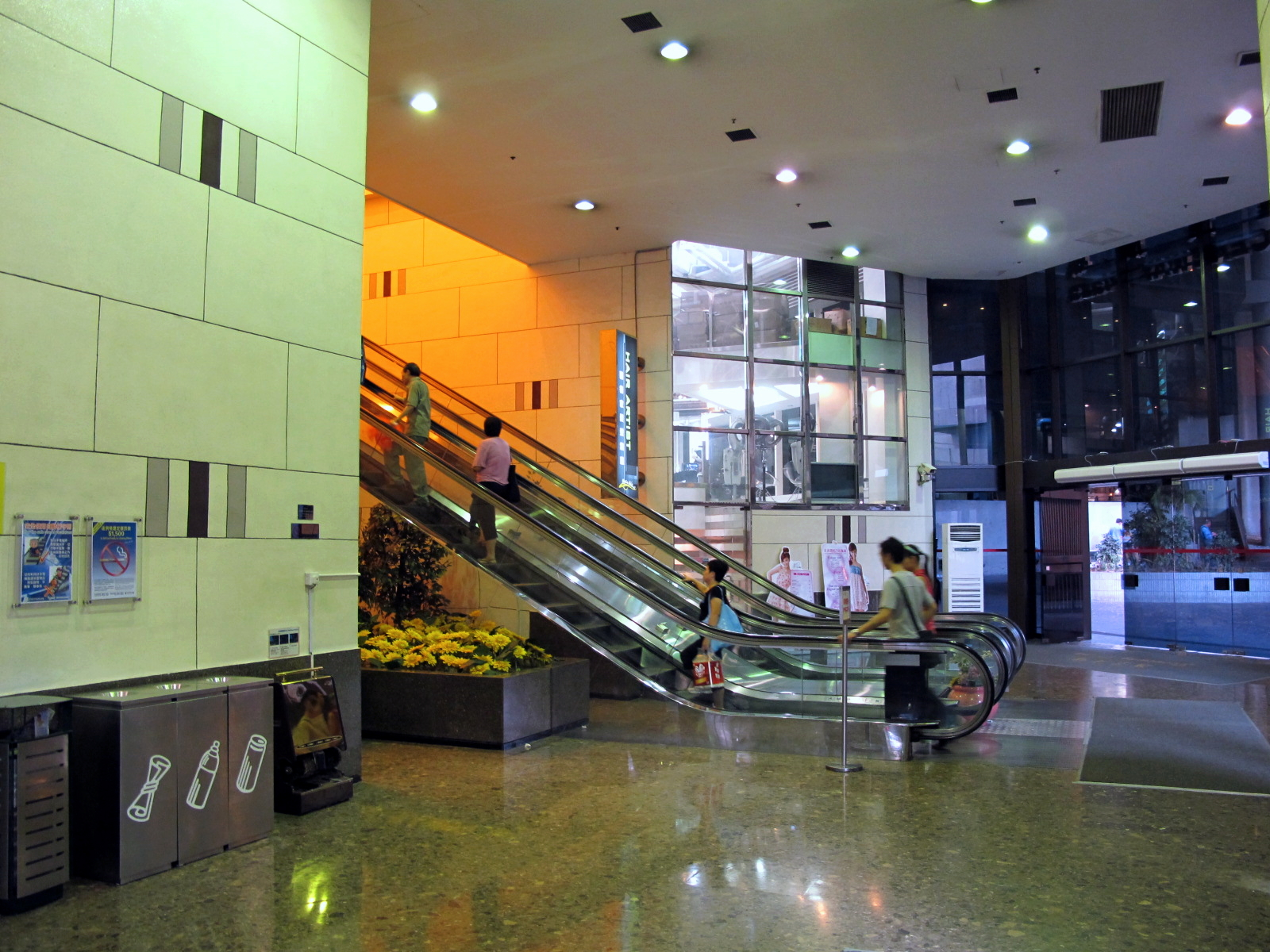
商場第L1層

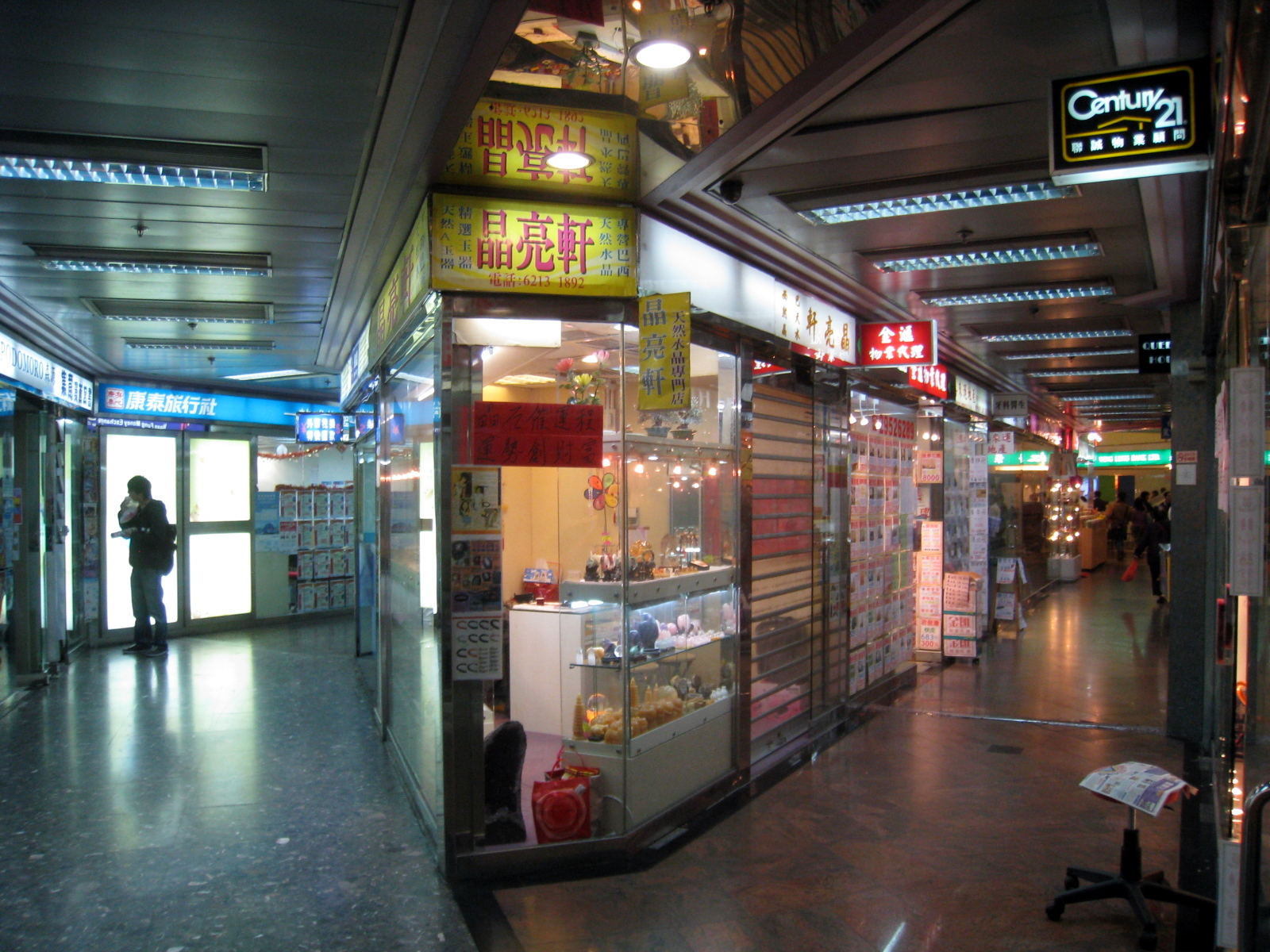
商場第L3層左方範圍尚未經過改建，右方為1994年拆細的範圍

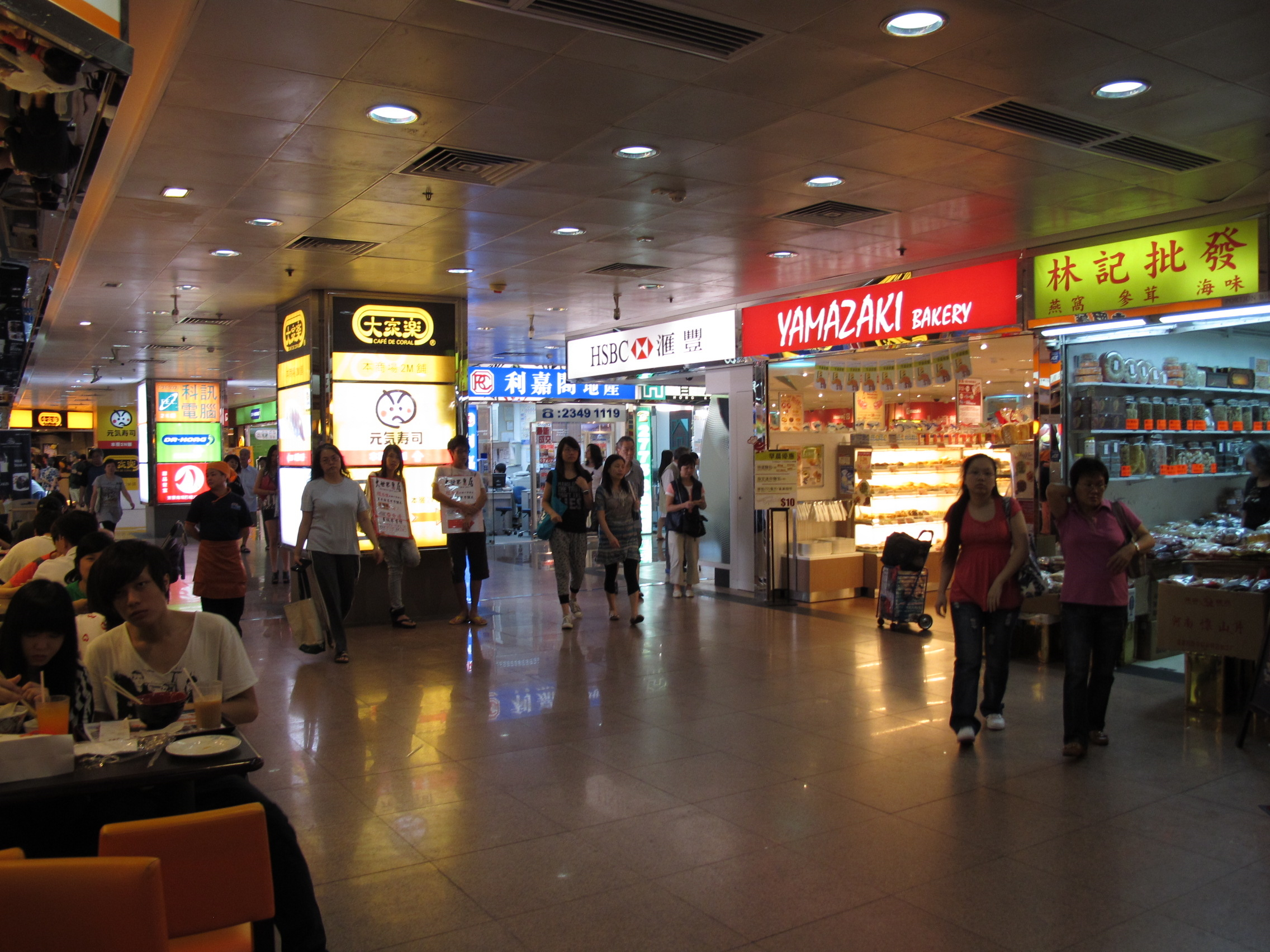
商場第L4層通道

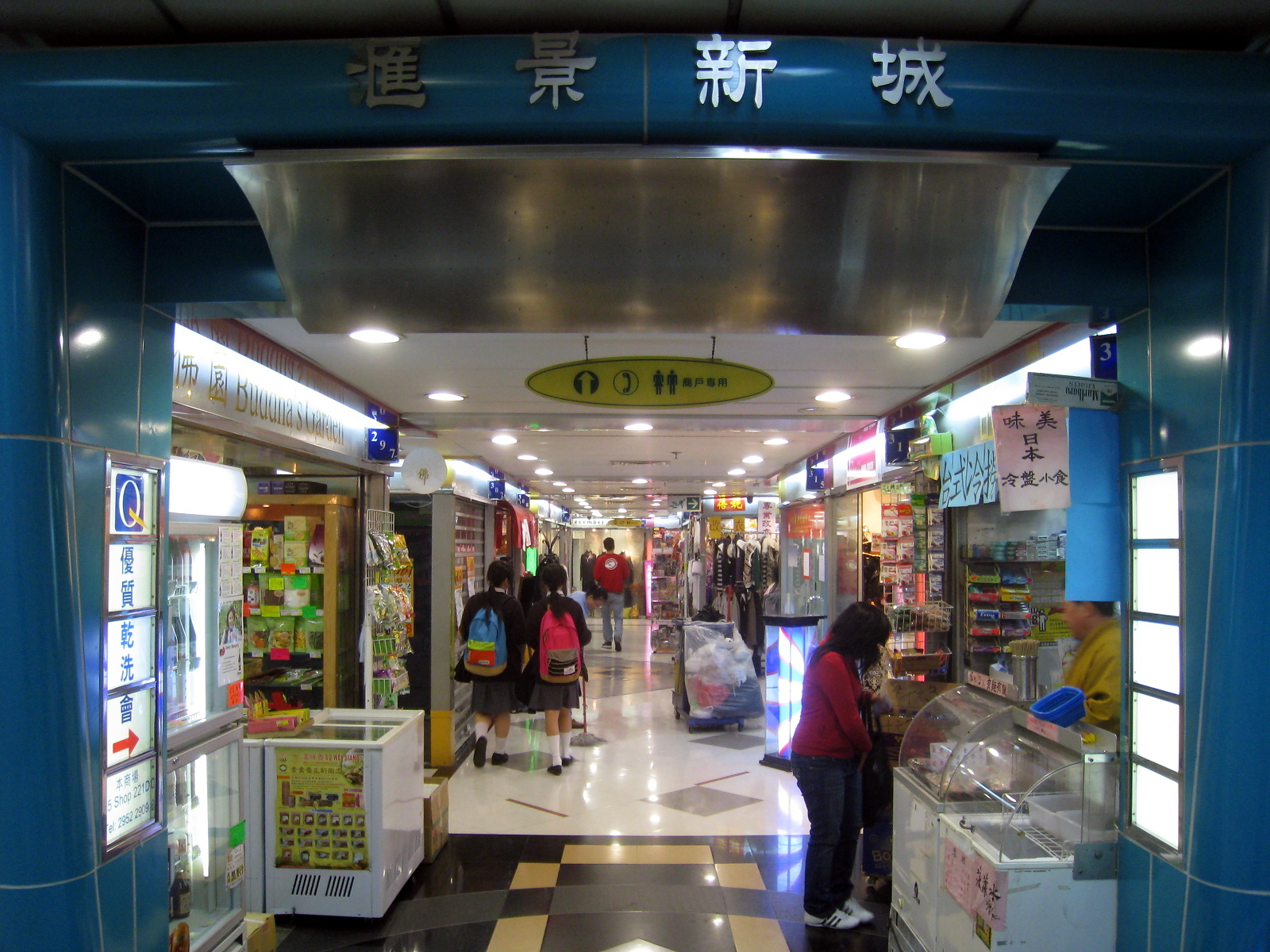
商場第L5層滙景新城

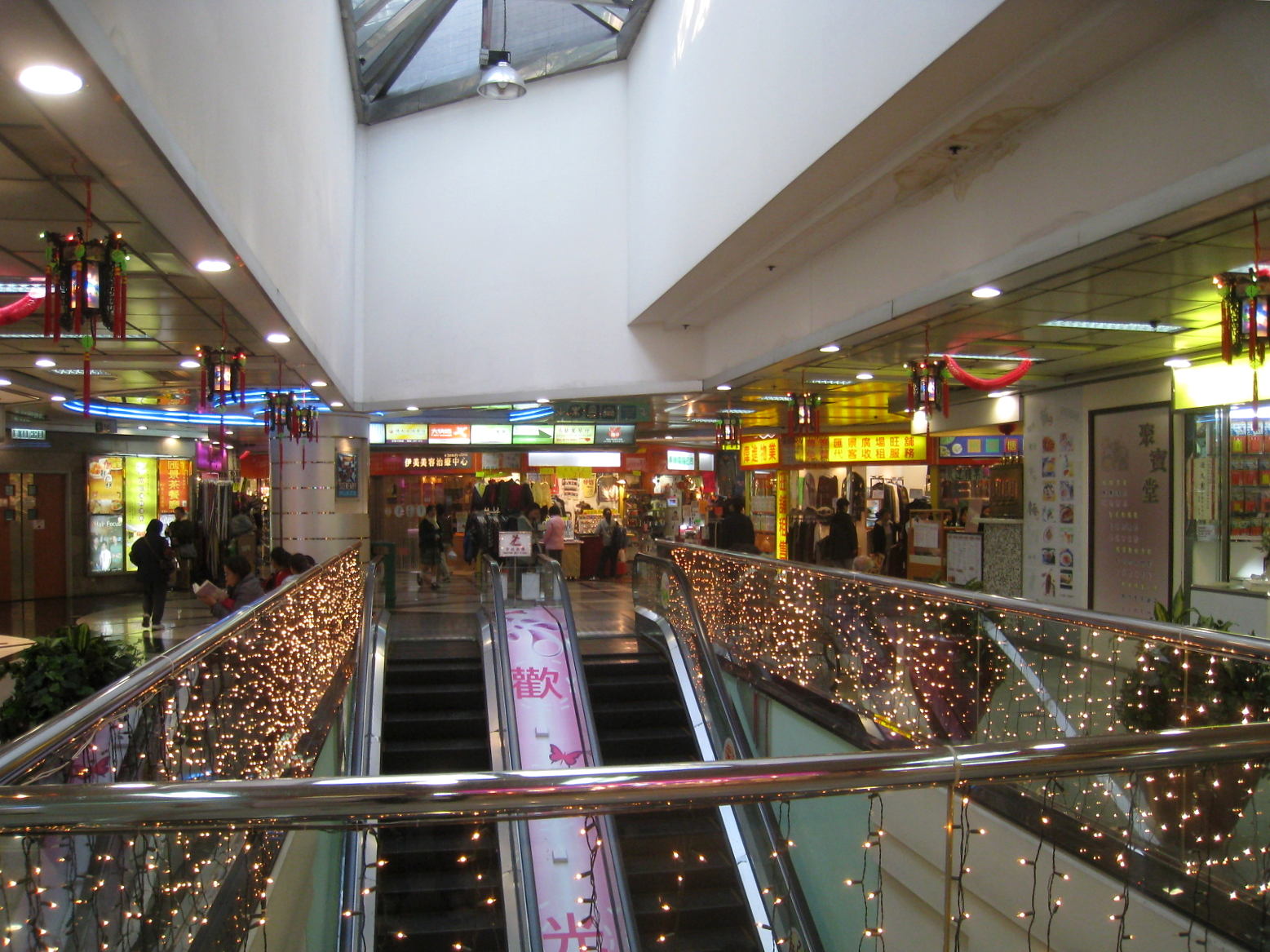
商場第L5層中庭（近滙景新城）

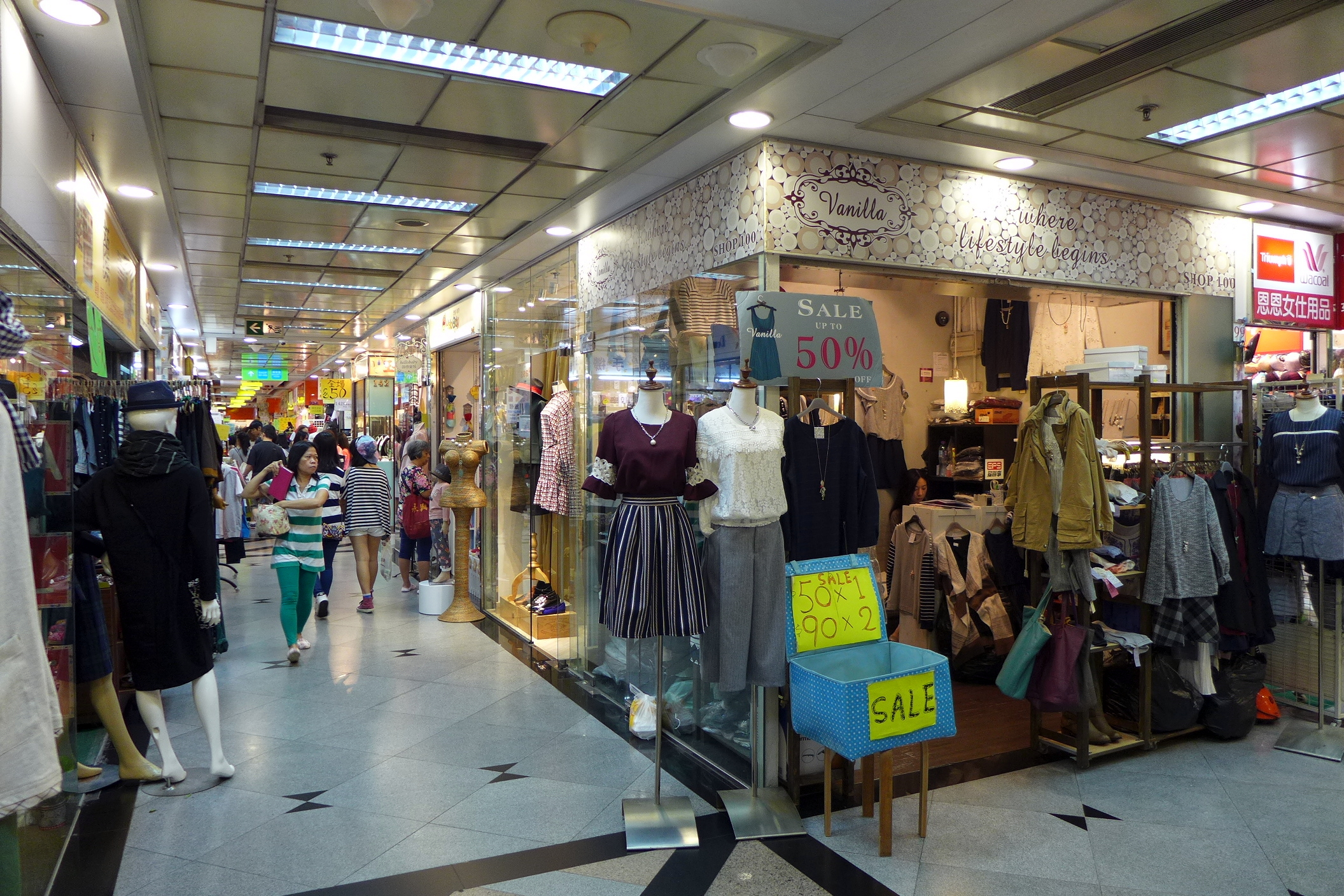
商場第L5層以多間小商店為主

匯景廣場（英語：Sceneway Plaza）位於香港九龍藍田匯景道8號，為港鐵藍田站上蓋大型私人屋苑滙景花園的基座商場，為唯一取道非車站範圍的非港鐵商場通道方可進出車站設計的商場，1992年2月開幕，共5層，由長江實業發展。1992年至1997年曾為八佰伴集團旗下唯一商場，當中第L4層至第L5層曾為八佰伴百貨公司唯一自有物業的分店。滙景廣場地下為藍田站公共運輸交匯處，第L2層則設有入境事務處東九龍辦事處及社會福利署藍田家庭服務中心。第L3層至第L5層為購物中心，具約400多間商戶進駐，業權分散，為城內目前最大型的購物商場，也為東九龍最大型的銀座式時裝及小食購物商場。三樓麥當勞（已縮細）為商場開業至今唯一仍然原址營業的商戶。

## 商場發展

### 1992至1997年：八佰伴百貨公司時期
1992年，八佰伴集團創辦人和田一夫看好藍田及天水圍地產前景，爽快向發展商長江實業買下藍田匯景廣場及天水圍嘉湖山莊商場（同年整幢轉售，現稱嘉湖新北江商場），因此藍田匯景廣場成為八佰伴集團旗下唯一商場。和田本來擬於匯景廣場四、五樓開八佰伴超市，一至三樓租給銀行、快餐店、酒樓等。
八佰伴百貨公司第6分店在藍田匯景商場四至五樓全層，面積10500平方米，於1992年9月3日開幕，為唯一自有物業的分店，四樓為超級市場及美食廣場，五樓近扶手電梯一帶為服裝、玩具部、近往匯景花園平台一帶為家品、電器部。商場三樓商戶大滿貫（現爭鮮外帶壽司、OK便利店、屈臣氏/寶泰藥房、一粥麵位置）、麵包廊（現聖安娜餅屋位置）、歡樂天地（現招商永隆銀行/龍城冰室位置）、四樓商戶百福大酒樓（現百佳超級廣場及藍色商舖區域位置）、五樓商戶仿膳飯莊（現大快活位置）同屬八佰伴集團擁有。
但商場招租及租金遜預期，和田一夫不久在1994年之前，便出售商場一至三樓予滿年集團，套現1.36億元，獲利3000多萬元。自此業權分散。
1995年，和田一夫出售商場四樓近東面方向的範圍八佰伴範圍（現Chateraise、吉野家至惠康超級市場位置）予九龍建業，由八佰伴租回。
1997年3月，八佰伴國際出售藍田匯景商場五樓全層予滿年集團，套現約6億港元。至此，八佰伴國際在香港已沒有一項商場物業，八佰伴集團終全數沽出商場。滿年集團將商場五樓近西面方向的範圍拆細為十多間小商店（仿膳飯莊/大快活等位置，1至39號舖），而其餘部份由八佰伴租回，自此並非自有物業分店。由於五樓並非全屬八佰伴，因此八佰伴需新增兩個拱門出入口（5、48號舖之間以及27、40號舖之間）以分隔，該八佰伴出入口設計仍保留現今。
唯1997年9月18日，日本八佰伴宣告破產，並全線結業，其後藍田分店被劏成約325間商舖。

### 第L1層
1995年地下L1-455租戶為三聯書店，到2007年6月13日離場（已搬遷至啟田商場2樓，後離場）後改為髮廊。

### 第L3層
1992年年中，第L3層近西面方向的範圍的麥當勞率先開業。到1993年，近東面方向的範圍開了多間商店，包括G2000（現7-Eleven位置）及該層最大租戶歡樂天地（現龍城冰室位置）。而近西面方向的範圍開設大滿貫。
1994年至1995年期間，滿年集團將商場第L3層，合共10,000餘平方呎3A及3B舖歡樂天地原址拆細出售。原址開設招商永隆銀行、許留山外賣店（現茶匠位置）、天天素食、小食店、時裝店、地產代理等。
其後麥當勞縮細，其無天花設計範圍改為獨立天花設計萬寧（曾被卓悅迫遷至四樓三戔燈/錫蘭位置，但卓悅結業後搬回原址）。
而大滿貫曾縮細，部份範圍改為OK便利店，大滿貫最後一間分店結業後分拆為一粥麵、屈臣氏(現寶泰藥房位置)及爭鮮外帶壽司。
由於2010年前藍田站只有恒生銀行一個商戶，現時藍田站沒有便利店，因此商場內的7-Eleven、OK便利店成為最近藍田站的便利店。
現時該層設有不少小食店，人流極高。

### 第L4層（301-336、401-402、2A-W號舖）
1993年租戶包括近西面方向的範圍22,204平方呎的百福大酒樓（301-336、401號舖）及近東面方向的範圍佔地28,900平方呎八佰伴超級市場及美食廣場（2A-W號舖）。到1995年，九龍建業以約1億9,000多萬港元購入八佰伴範圍。
到1997年10月，八佰伴結業後，原址於1998年5月改為百佳超級廣場（2A-W號舖），佔面積28,900平方呎。其店面及部份地台仍保留部份八佰伴的設計。
1999年，滿年集團斥資7500萬港元購入商場第L4層23,000方呎百福大酒樓原址（301-336、401號舖），其後將約15,000方呎以逾5000萬港元售予百福大酒樓（401號舖），餘下的7000方呎樓面，分間成36間細鋪出售（301-336號舖），包括香港置業、新世界傳動網、One2Free。到2001年7月，九龍建業或有關人士持有的第L4層近東面方向的範圍二號舖百佳超級廣場舖位（2A-W號舖）以約1億6300萬港元沽出，新買家為舖王鄧成波，計畫將樓面分間為約220個舖位，作出售或出租用途。
2006年，百佳超級廣場縮細部份騰空的範圍分拆為5個舖位（2A-E號舖），包括吉野家（已縮細）、眼鏡88（現HKTV MALL位置）、三盞燈（現錫蘭位置）、科訊電訊（現創達維修中心位置）、歇腳亭（現大苑子位置）。
2010年，商場第L4層富匯酒家（401號舖）結業，而原近東面方向的範圍百佳超級廣場（2F-W號舖）於同年9月搬遷至近西面方向的範圍富匯酒家位置（401號舖）。百佳超級廣場原址分拆為10多間商店（2F-W號舖），包括天然護髮用品中心、大家樂、爭鮮迴轉壽司/元氣壽司（現香港仔南記粉麵）、盞記燕窩、惠康超級市場、東海堂、貢茶（已離場）、優品360（已離場）、邦民日本財務（已離場）、北京同仁堂（已離場）、雅芳婷（已離場）等。
2022年吉野家縮細部份騰空的範圍改為香港置業/Chateraise。
現時第L4層設有約65間商舖，當中近東面方向的範圍（2A-W號舖）（現Chateraise、吉野家至惠康超級市場位置）屬大鴻輝興業統一擁有，為商場最大業主，因此該位置有較多連鎖商戶進駐。

### 第L5層（1-38、801-821、822A-L、40-146、901-960、205-317、160-175、180-182、183A-L、585-587號舖）
第L5層全層面積約11萬方呎。1993年，商場最大租戶，大型日式百貨公司八佰伴開業，佔據商場第L4層至第L5層合共10,500平方米。八佰伴一反過去租店開店的做法，買店開店，滙景商場為八佰伴集團的自有物業。第L5層作為時裝廣場及家居廣場（包括電器部及玩具部等）。
1997年7月，滿年集團斥資約6億港元，向八佰伴國際購入滙景商場第L5層全層，並將近西面方向的範圍拆細為十多間小商店（1至39號舖，包括仿膳餅莊（現大快活位置））。而其餘部份由八佰伴租回。
1997年10月八佰伴結業後，商場第L4層至第L5層空置，其後第L5層曾開設Apple Shop（139-146號舖）、美國冒險樂園（801-822A-L號舖）、日本城（205-317號舖）三間連鎖商戶。
第L5層於1998年分4次分拆出售全層，其中一次為日本城巨舖縮細騰空的部分樓面，佔樓面達10,000平方呎樓面分拆成68個舖位，舖位面積由60多方呎至逾千方呎不等，該範圍稱為「滙景新城」（205-277號舖）。
而最後一次分拆日本城舊址，面積14,000平方呎，分拆為55個小舖位，面積介乎70至200餘平方呎，該範圍為「滙景新城」擴建部份（278-317號舖）。日本城搬遷至聚寶堂對面（901-960號舖）。滿年集團在1999年仍持有同層約四萬平方呎樓面，由美國冒險樂園、食肆等租用。
2001年7月，滿年集團將商場第L5層服裝連鎖店Apple Shop舊址（139-146號舖），以及美國冒險樂園縮細騰空的部分樓面（801-821號舖），總樓面面積4,034方呎。拆售後鋪位面積介乎109至152方呎。
其後日本城離場後再分拆成約60間商舖（901-960號舖）。其後美國冒險樂園離場後再分拆約10間商舖（822A-L號舖），包括嚐瀛台日料理。自此第L5層除了大快活及中原地產外，再沒有其他連鎖商戶。
現時第L5層設有約300間大量不同性質的商舖，其中包括五金店、醫務所、時裝店、電腦及遊戲機店、鐘錶玩具店、流動電話商店、報刊攤檔、找換店等。其中時裝店舖更超過80間，2023年起即使夾公仔店成行成市，但對比起其他同類型商場，匯景廣場仍有不少時裝店營業，是東九龍最大型的銀座式時裝購物中心。

## 連鎖商戶
滙景廣場設有大大小小不同的店鋪以滿足居民日常生活，主要較著名的商店包括：
第L3層：麥當勞、McCafé 、萬寧、聖安娜餅屋、OK便利店、爭鮮外帶壽司、一粥麵、龍城冰室、天天素食、Yamazaki Bakery、7-Eleven、花旗銀行理財中心、順豐、Baleno。
第L4層：百佳超級廣場、仁和堂、中原地產、Chateraise、吉野家、HKTV MALL 、八方雲集、天然護髮用品中心、大家樂、香港仔南記粉麵、袁記雲餃、維特健靈、價真棧、盞記燕窩、惠康超級市場、滙豐銀行理財易中心、東海堂、錫蘭。
第L5層：大快活、中原地產。

### 1997年八佰伴結業後隨即商戶
第L1層：三聯書店。
第L2層：入境事務處東九龍辦事處及社會福利署藍田家庭服務中心。
第L3層：麥當勞、大滿貫（139-146號舖）、麵包廊、許留山、天天素食、7-Eleven。
第L4層：百福大酒樓、報紙檔、百佳超級廣場（2A-W號舖）。
第L5層：仿膳飯莊（32號舖）、Apple Shop（139-146號舖）、美國冒險樂園（801-822A-L號舖）、日本城（205-317號舖）、三潤麵皇（138號舖）。

### 1992年商場開業隨即商戶
第L1層：三聯書店。
第L2層：入境事務處東九龍辦事處及社會福利署藍田家庭服務中心。
第L3層：麥當勞、大滿貫、麵包廊、歡樂天地、G2000。
第L4層：八佰伴、百福大酒樓、報紙檔。
第L5層：八佰伴。

## 商場及鄰近設施

### 第L1層
該層設藍田公共運輸交匯處（鯉魚門道），並設兩部客用升降機往各層包括第L2層社區設施及兩條跨層扶手電梯往第L3層商場。
該層可前往藍田山下鯉魚門道、鯉安苑及觀塘警署。

### 第L2層
該層設社區設施社會福利署藍田家庭服務中心及入境事務處東九龍辦事處。該層只能透過商場客用升降機、商場樓梯及第L3層公共運輸交匯處內的架空通道前往。

### 第L3層
該層設藍田公共運輸交匯處，以及設兩條跨層扶手電梯往第L1層、三條屬港鐵管理的扶手電梯往第L4層、設兩部客用升降機（現一粥麵旁位置）。
該層並設通道往港鐵藍田站（A出口）。

### 第L4層
該層設三條扶手電梯往第L5層、設兩部客用升降機（現百佳超級廣場後門位置）。
該層並設三條屬港鐵範圍的扶手電梯可前往藍田山上啟田道、康田苑、啟田大廈和啟田商場。

### 第L5層
該層設四條扶手電梯往第L6層匯景花園住宅平台、兩條跨層扶手電梯往第L3層藍田公共運輸交匯處、設兩部客用升降機（現大快活後門位置）。

## 客用升降機
商場內近西面方向的範圍設有兩部客用升降機，最初規劃可以連接商場通道。但當1992年八佰伴購入商場後將原有的舖位及通道大幅修改，原有的通道成為舖位範圍，加上升降機均在走火通道的防煙門後，十分隱蔽，只有在第L1層及第L2層標示，其餘層數就沒有指示牌標示，而且第L4層及第L5層的客用升降機大堂出入口更分別在百佳超級廣場後門及大快活後門。

## 交通
商場鄰近藍田站。藍田站設有5個出入口，主要連接藍田鯉魚門道、滙景廣場及上蓋物業滙景花園一帶，A出口跨過鯉魚門道經滙景廣場第L3層至第L5層往滙景花園第2座旁、B出口跨過鯉魚門道經滙景廣場第L5層往滙景道滙景花園第8座旁、D2出口穿過晒草灣山坡直達滙景道滙景花園第17座旁。
由於藍田站位於鯉魚門道以南草灣山坡，與位於藍田山啟田道住宅區有一定距離，所以當時地鐵公司決定與藍田站上蓋物業發展商長江實業合作興建行人通道連接藍田站大堂與A出口的啟田道路面，該行人通道先以屬車站範圍的密封天橋由藍田站大堂跨過鯉魚門道、再穿過非車站範圍的非地鐵商場滙景廣場第L3層中庭、沿一條屬地鐵管轄的往上扶手電梯穿過滙景廣場第L4層中庭，然後沿兩條屬車站範圍的密封往上扶手電梯才可到達A出口啟田道啟田大廈及康田苑一帶，此種需要取道非車站範圍的非地鐵商場通道方可進出車站設計為全港首創，而非地鐵商場滙景廣場內第L3層往第L4層的三條扶手電梯全由地鐵（現港鐵）擁有及管理也為全港首創，而地鐵沒有興建任何升降機設施及無障礙設施甚至樓梯連接滙景廣場第L4層中庭至啟田道路面；而滙景廣場第L3層中庭的兩條跨層扶手電梯可直達位於滙景廣場第L1層鯉魚門道鯉安苑及觀塘警署一帶。不過，2023年起，來往第L1層鯉魚門道至第L3層商場的兩條跨層扶手電梯被居民批評幾乎每日都停止運作，且持續擺放維修中的告示。由於扶手電梯是鯉安苑居民及寶達邨、安達臣道發展區等居民轉乘小巴及巴士往港鐵藍田站的主要通道、有長期使用的居民認為是十分不便及非常困擾，只好排長龍等候2部升降機或行兩層樓梯。。2024年封閉及更換該兩條跨層扶手電梯。
而藍田站D1出口穿過晒草灣山坡直達茜發道滙景花園第17座旁全程設有蓋通道、有蓋天橋及升降機設施可到達位於茶果嶺道麗港城及麗港城商場一帶。